# ケンプスランディングの戦い
ケンプスランディングの戦い（英: Battle of Kemp's Landing、またはケンプスビルの小競り合い、英: Skirmish of Kempsville）は、アメリカ独立戦争中の1775年11月15日に起きた小戦闘である。バージニア植民地プリンセスアン郡の民兵中隊が、近くのグレートブリッジで上陸した植民地最後の総督第4代ダンモア伯ジョン・マーレイが指揮するイギリス軍に対抗するために、ケンプスランディングに結集した。ダンモアはノースカロライナ植民地の愛国者民兵隊が到着するという噂について調査していたが、それが嘘だと分かったので、待ち伏せしようとしていたプリンセスアン郡の民兵隊に軍勢を向かわせてこれを破り、潰走させた。
ダンモアはこの勝利に続いてその宣言書を読み上げ、戒厳令を発し、愛国者主人に属する奴隷がイギリス軍に仕えるならば、その身分を解放すると約束した。このことで却ってダンモアに対する抵抗が増し、最後はバージニアを去るしかなくなった。

## 背景
イギリス領バージニア植民地における緊張感は1775年4月に高まった。これは北のマサチューセッツ湾植民地でレキシントン・コンコードの戦いが起こり、アメリカ独立戦争が始まったのとほぼ同時期だった。植民地議会を支配していた愛国者（ホイッグと呼ばれた）側は同年3月までに徴兵を始めており、植民地の軍需物資の支配を巡って動き出していた。植民地総督のダンモア卿がウィリアムズバーグにあった倉庫から火薬を撤去するようイギリス軍に命じたので、愛国者側に警鐘を発することになった。この事件は暴力沙汰無しに解決されたが、ダンモアは自身の安全が脅かされていることを怖れ、6月にはウィリアムズバーグを離れて、家族を海上のイギリス海軍艦船に移した。続いて港湾都市ノーフォークにイギリス海軍の小戦隊を結集させた。ノーフォークはロイヤリストの商人が多い町だった。この小戦隊による威嚇で、ノーフォークでの愛国者側の動きを抑える効果があった。
10月まで愛国者側とロイヤリストの間で事件が続いていたが、ダンモアは作戦を始めるために十分な軍事的支援を得られるようになった。愛国者側はウィリアムズバーグにかなりの数の民兵を集めた。北アメリカのイギリス軍総司令官であるトマス・ゲイジは、ダンモアからの要請に応えて、第14歩兵連隊から小さな派遣部隊をバージニアに送るよう命じた。10月12日、この部隊が愛国者側軍需物資のある周辺郡部への襲撃を始めた。この動きは10月一杯続いていたが、ハンプトン近くで起きた小競り合いのときに、小さなイギリス艦船が座礁し、愛国者側に捕獲された。ハンプトンの町民に懲罰を与えるために派遣されたイギリス海軍艦船は、大陸軍と民兵合同部隊との小競り合いで撃退され、幾人かの水兵が殺されまた捕虜になった。この出来事に反応したダンモアは、11月7日に宣言書を書き上げ、その中で戒厳令を宣言し、進んでイギリス軍に仕えようという愛国者主人に属する奴隷には身分を解放すると約束していた。ダンモアはこの宣言書を即座に公開しなかったが、奴隷を徴兵してエチオピア連隊を編成することができ、また女王のロイヤル・バージニア連隊と呼んだロイヤリスト中隊を立ち上げることもできた。当時バージニアでは唯一のイギリス軍正規部隊だった第14歩兵連隊の2個中隊をこれらの地元部隊が補うことになった。

## 前哨戦
バージニア植民地の安全委員会はウィリアムズバーグで部隊の編成を始め、ダンモアの動きに対してはノーフォークに部隊を派遣することにした。部隊は立ち上げられ、大陸軍のウィリアム・ウッドフォード大佐が率いたが、装備や物資が不足していたために、11月7日までウィリアムズバーグを離れなかった。この部隊はダンモアがジェームズ川の哨戒のために派遣していたイギリス海軍艦船のために、1週間もジェームズ川を渡れなかった。ダンモアはイギリス海軍艦船から指揮を執っていたが、11月14日にグレートブリッジ近くで、「ノーフォークの志願兵22名と共に109名の兵卒」部隊と共に上陸した。これはノースカロライナ植民地から愛国者民兵隊が到着したという噂について調査するためだった。その上陸に対抗して、プリンセスアン郡の民兵が招集されることになった。地元の民兵指揮官であるジョセフ・ハッチングスと著名土地所有者であるアンソニー・ローソンが発した呼びかけに約170名が呼応した。彼等はグレートブリッジから約10マイル (16 km) のケンプスランディングに結集し、グレートブリッジからの道路に沿って待ち伏せの態勢を採った。

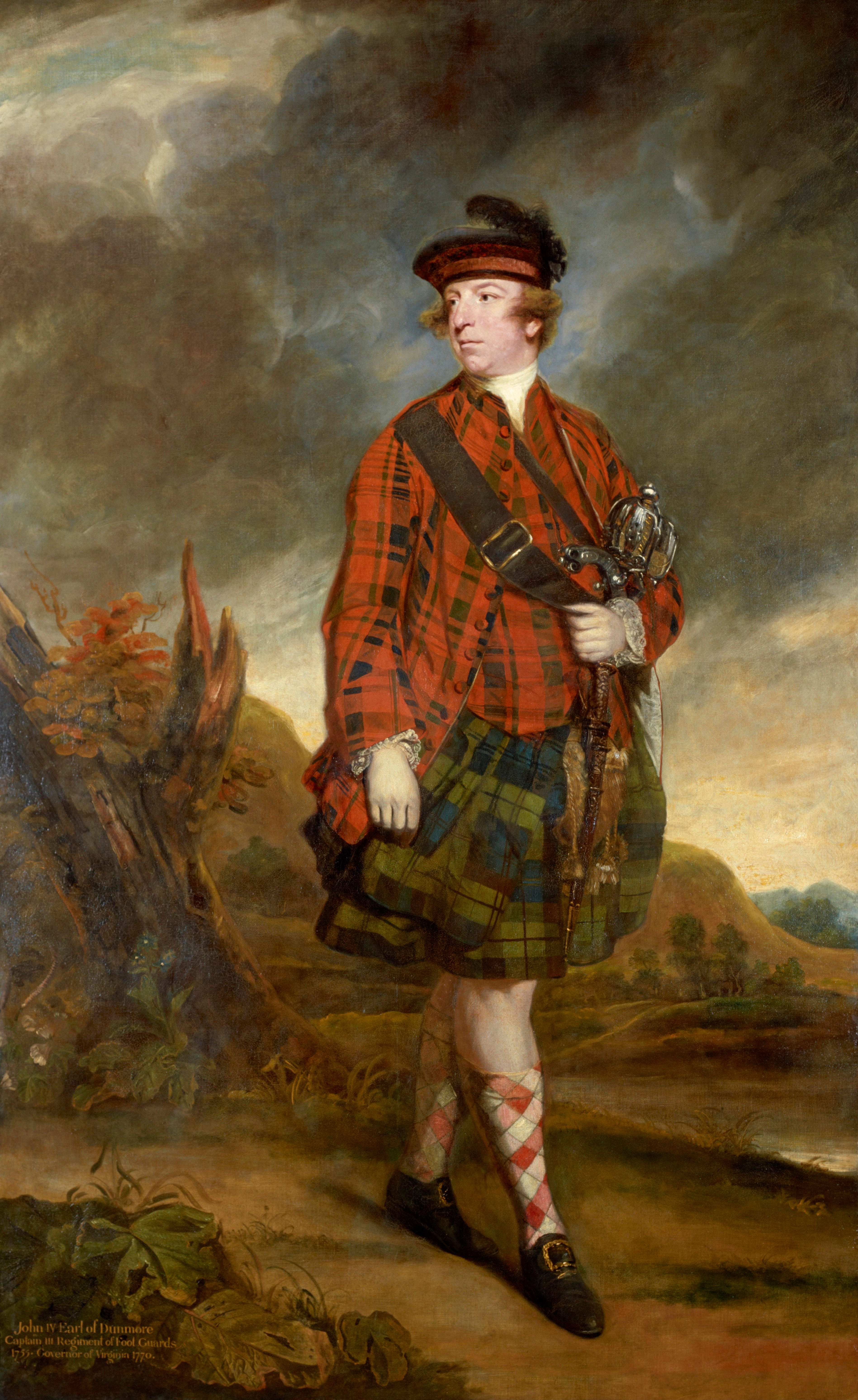
第4代ダンモア伯ジョン・マーレイ

ダンモアの部隊によるグレートブリッジ地域の調査により、翌日には噂が嘘だったことが確認されたが、ケンプスランディングに民兵が集まっているという情報が入った。ダンモアは橋に続く道の防衛のために1個中隊を残して、防衛線構築に当たらせ、100名の正規兵と20名のロイヤリスト民兵を率いてケンプスランディングに向かった。

## 戦闘
愛国者側民兵の待ち伏せは、経験の足りない民兵があまりにも早く発砲したために台無しになった。ダンモアの訓練された正規兵が反撃し、愛国者側民兵を追い出すために森の中を進んだ。愛国者側民兵は散り散りになり、その後の追撃戦の中で、指揮官のハッチングスが以前に使っていた奴隷に捕まえられた。ローソンは戦場から逃れることはできたが、数日後に捕まえられた。最終的に愛国者18名が捕虜になり、7名が殺された。イギリス軍は1人が軽傷を負っただけだった。

## 戦闘の後
ダンモアは町を確保した後で、イギリスの旗を掲げ、作成していた宣言文を読み上げた。翌日、以前はイギリスに対する忠誠を誓うことに抵抗していた民兵100名以上が、愛国者側から強制的に軍隊に入らされていたと主張して出頭した。ダンモアはノーフォークに移動し、そこで再度イギリスの旗を掲げて、町とその周辺に防御工作を始めさせた。
ウッドフォードの部隊がやっとグレートブリッジまで辿り着き、ノースカロライナからの民兵隊と合流した。この部隊が作った脅威に対し、ダンモアは攻撃を命じた。12月9日に起きたグレートブリッジの戦いでは、ウッドフォードが決定的な勝利を挙げた。ダンモアがノーフォークの町から撤退した後の1776年1月1日、愛国者側とロイヤリストの活動が組み合わされた結果としてノーフォークの町が焼かれた。ダンモアは1776年8月まで、バージニア海岸部の町に対する襲撃を続けたが、その後ニューヨーク市に移動した。バージニア植民地におけるイギリスの支配は終わった。
ケンプスランディングは1778年にケンプスビルとして法人化され、プリンセスアン郡の郡庁所在地になった。プリンセスアン郡は1963年にバージニアビーチ市に吸収された。ケンプスランディングは現在、バージニアビーチ市の都市部1地区になっている。

## 関連図書
- Virginia Historical Society (1906). The Virginia magazine of history and biography, volume 14. Virginia Historical Society – has correspondence of the time, including a letter recounting the incident